# Linia kolejowa nr 943
Linia kolejowa nr 943 – pierwszorzędna, jednotorowa, zelektryfikowana linia kolejowa łącząca rejon NHA z rejonem NHC stacji technicznej Kraków Nowa Huta.
Linia na odcinku 0,930 – 4,936 km została ujęta w kompleksową i bazową towarową sieć transportową TEN-T.
Linia, wraz z linią kolejową Kraków Nowa Huta NHA – Kraków Nowa Huta NHD tworzy tzw. pętlę nawrotową, umożliwiającą wjazd i wyjazd pociągów z/na kierunek zachodni bezpośrednio w grupy, służące obsłudze kombinatu Arcelor Mittal.